# Miradouro da Rocha do Touro
O Miradouro da Rocha do Touro é um miradouro português que se encontra localizado na zona de intersecção entre a Freguesias da Fazenda, a freguesia da Lomba, a freguesia da Caveira e o concelho de Santa Cruz das Flores, ilha das Flores, arquipélago dos Açores.
Oferece este miradouro uma vista sobre parte importante da costa da ilha das Flores, onde se destacam as suas alcantiladas arribas, podendo daqui ver-se no horizonte a ilha do Corvo.